# Jole De Cillia
Jole De Cillia (Ampezzo, 23 gennaio 1921 – Tramonti di Sotto, 9 dicembre 1944) è stata una partigiana italiana con il nome di battaglia Paola, insignita di medaglia d'argento al Valor Militare alla memoria.

## Biografia
Jole De Cillia nacque nel 1921 ad Ampezzo in una famiglia operaia; per motivi di lavoro la sua famiglia emigrò nel 1924 in Francia dove la ragazza frequentò tutte le scuole fino a diplomarsi come infermiera. Lo scoppio della seconda guerra mondiale costrinse i De Cillia a rientrare in Italia ove Jole trovò lavoro come infermiera presso l'ospedale di Udine dove, nel 1942, conobbe la partigiana Fidalma Garosi detta Gianna che con l'aiuto di un gruppo antifascista, era impegnata a sottrarre medicinali dall'ospedale per aiutare la resistenza slovena. Dopo aver collaborato con l'amica, Jole decise di fornire maggior contributo alla lotta, unendosi a un gruppo di partigiani garibaldini che operavano nelle zone di montagna presso Canebola, frazione di Faedis. Inizialmente impegnata nell'assistenza sanitaria dei feriti, Jole continuò ad operare come staffetta fino a quando, nel 1944, un membro dei GAP infiltratosi presso il comando tedesco di Udine, avvisò la ragazza e l'amica Fidalma che le SS erano a conoscenza delle loro attività partigiane e che la migliore soluzione sarebbe stata quella di fuggire in montagna.
Jole continuò in clandestinità le attività di propaganda e di resistenza nel Gruppo Brigate Garibaldi comandato da Giannino Bosi detto Battisti con il quale la ragazza si era nel frattempo fidanzata. Giannino Bosi era stato ferito a un ginocchio e non riusciva a camminare bene e, quando a causa di una controffensiva il Gruppo partigiano fu incalzato dai tedeschi, si rifugiò nel paese di Palcoda nel frattempo abbandonato dagli abitanti. Battisti ordinò che Jole e i compagni lo lasciassero solo, affinché potessero arretrare in zone sicure, ma non fu obbedito. Quando il battaglione Valanga della X MAS li trovò, sia Jole che Giannino si difesero strenuamente fino a quando, vistisi oramai soverchiati dal nemico, si suicidarono entrambi morendo uno vicino all'altra all'alba del 9 dicembre 1944.
Nel 1957 le fu conferita postuma la medaglia d'argento al Valor Militare alla memoria.